# Piet Keijzer

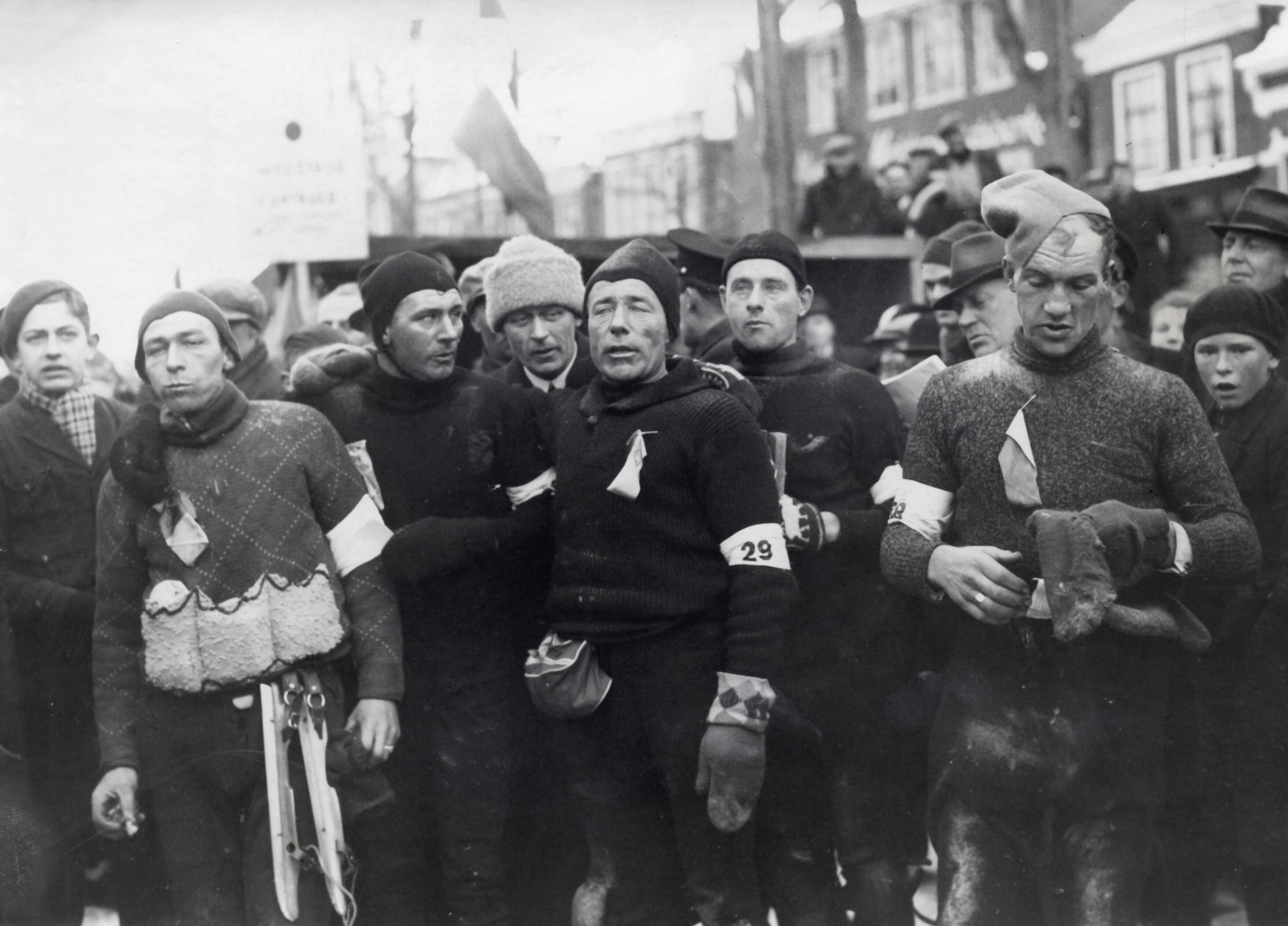
Elfstedentocht 1940: v.l.n.r.: Auke Adema, Sjouke Westra, Cor Jongert, Durk van der Duim en Piet Keijzer

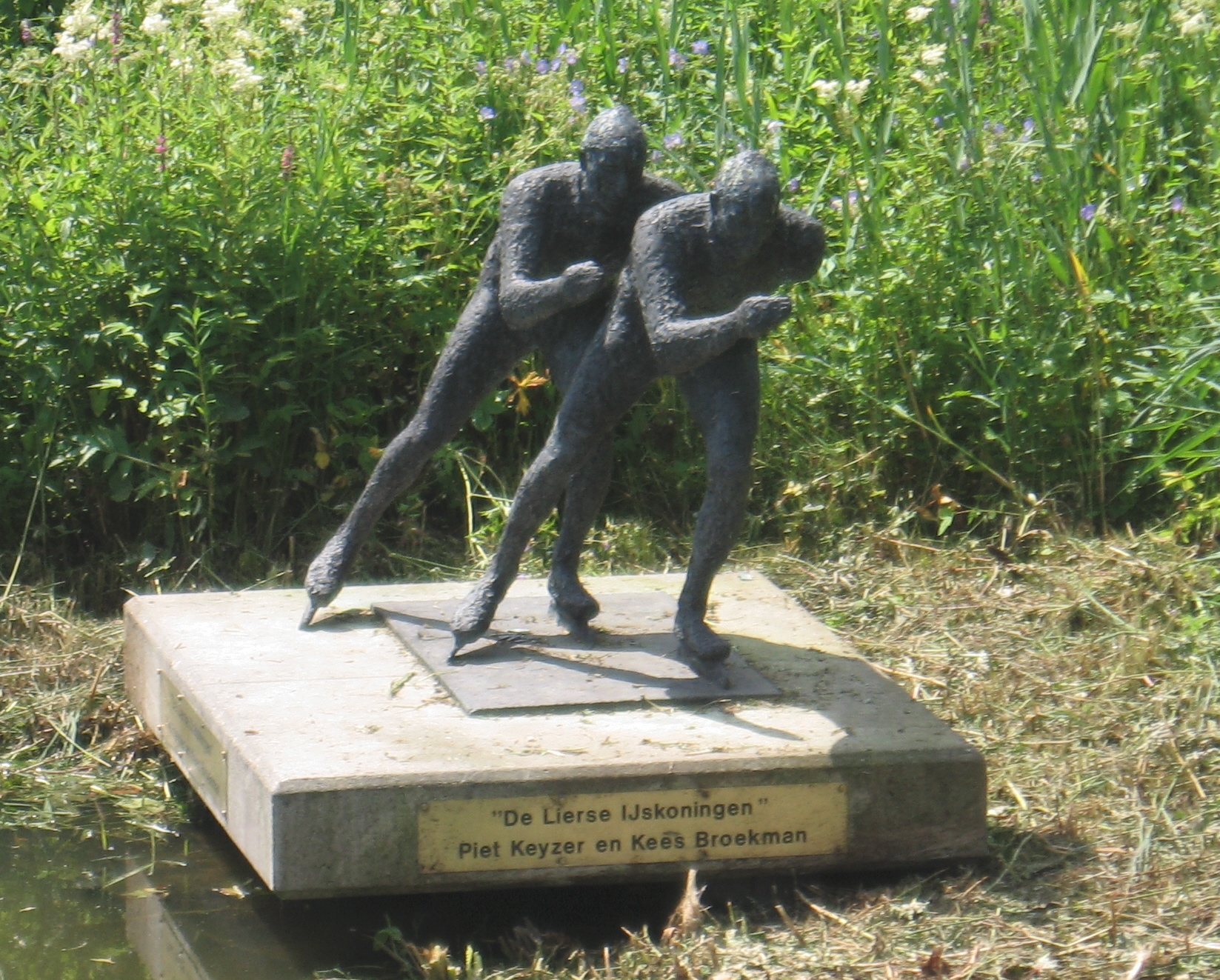
Piet Keijzer & Kees Broekman
Monument in De Lier

Piet Keijzer (De Lier, 18 augustus 1918 – Leersum, 20 juli 2008) was een Nederlands schaatser. Hij won de zesde Elfstedentocht op 30 januari 1940. Deze overwinning moet hij echter delen met Auke Adema, Durk van der Duim, Cor Jongert en Sjouke Westra, omdat ze met zijn vijven tegelijk over de eindstreep zouden zijn gekomen. De vijf schaatsers hadden in Dokkum afgesproken samen te zullen finishen, een afspraak die later bekend bleef als het Pact van Dokkum. Uit filmbeelden blijkt dat Keijzer als eerste de finish was gepasseerd, maar desondanks werden allen tezamen als winnaar uitgeroepen. Hij is met een leeftijd van 21 jaar de jongste Elfstedenwinnaar ooit.
In 1946 werd Piet Keijzer op de Thialf Natuurijsbaan in Heerenveen nationaal kampioen op de vier klassieke afstanden. Nadien heeft niemand hem deze dubbeltitel, Elfstedentocht en NK Allround, nagedaan. Alleen Henk Angenent behaalde zowel de winst van de Elfstedentocht in 1997 als het NK 10.000 meter in 2003.
In De Lier is de Piet Keijzer IJsbaan naar hem genoemd. Er wordt ook een Piet Keijzer Bokaal verreden. Piet Keijzer heeft ook een tijd in Werkhoven gewoond. Daar was de plaatselijke sportzaal naar hem genoemd (afgebroken in 2011).

## Resultaten
| jaar | NK Allround |
| ---- | ----------- |
| 1941 | 4e          |
| 1942 | Brons       |
| 1946 | Goud        |
| 1947 | 6e          |
| 1954 | NC          |

 NC = niet gekwalificeerd 